# Antonio Rački
Antonio Rački (* 18. Dezember 1973 in Rijeka, Jugoslawien; † 9. Februar 2024 in Rijeka, Kroatien) war ein kroatischer Skilangläufer.

## Werdegang
Rački trat international erstmals bei den nordischen Skiweltmeisterschaften 1993 in Falun in Erscheinung. Dort belegte er den 95. Platz über 10 km klassisch, den 80. Rang über 30 km klassisch und den 79. Platz in der Verfolgung. Bei den Olympischen Winterspielen 1994 in Lillehammer nahm er an vier Rennen teil. Seine beste Platzierung dabei war der 52. Platz über 50 km klassisch. Bei den nordischen Skiweltmeisterschaften 1995 in Thunder Bay lief er auf den 78. Platz über 10 km klassisch, auf den 62. Rang in der Verfolgung sowie auf den 60. Platz über 30 km klassisch und bei den nordischen Skiweltmeisterschaften 1997 in Trondheim auf den 85. Platz über 10 km klassisch, auf den 81. Rang über 30 km Freistil sowie auf den 73. Rang in der Verfolgung. Letztmals international startete er bei den Olympischen Winterspielen 1998 in Nagano beim Rennen über 10 km klassisch, welches er aber vorzeitig beendete.

## Teilnahmen an Weltmeisterschaften und Olympischen Winterspielen

### Olympische Spiele
- 1994 Lillehammer: 52. Platz 50 km klassisch, 62. Platz 30 km Freistil, 71. Platz 15 km Verfolgung, 79. Platz 10 km klassisch

### Nordische Skiweltmeisterschaften
- 1993 Falun: 79. Platz 15 km Verfolgung, 80. Platz 30 km klassisch, 95. Platz 10 km klassisch
- 1995 Thunder Bay: 60. Platz 30 km klassisch, 62. Platz 15 km Verfolgung, 78. Platz 10 km klassisch
- 1997 Trondheim: 73. Platz 15 km Verfolgung, 81. Platz 30 km Freistil, 85. Platz 10 km klassisch